# 고산정원

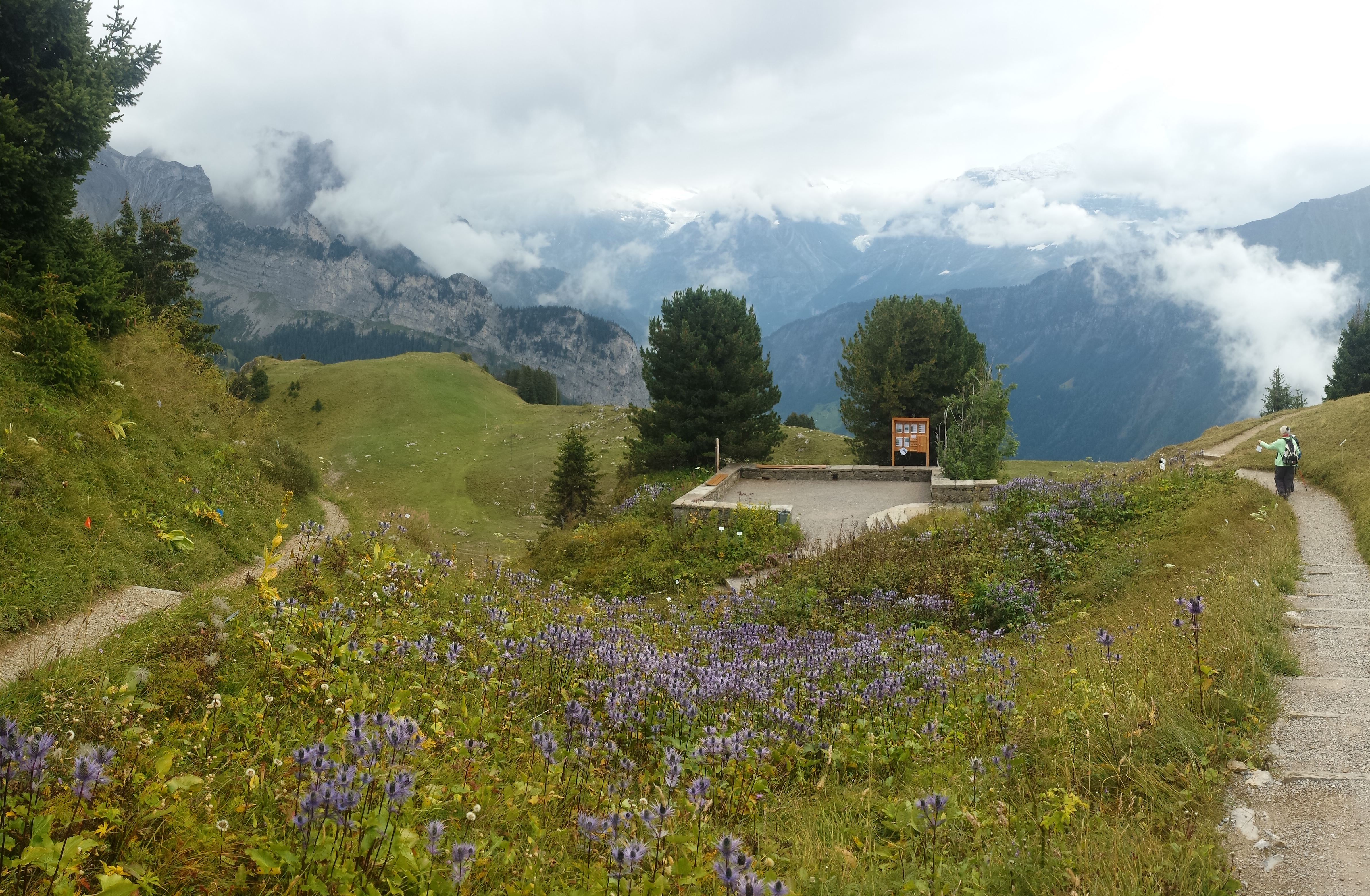
1929년 조성된 스위스 쉬니게 플라테 고산정원(2014.10.10)

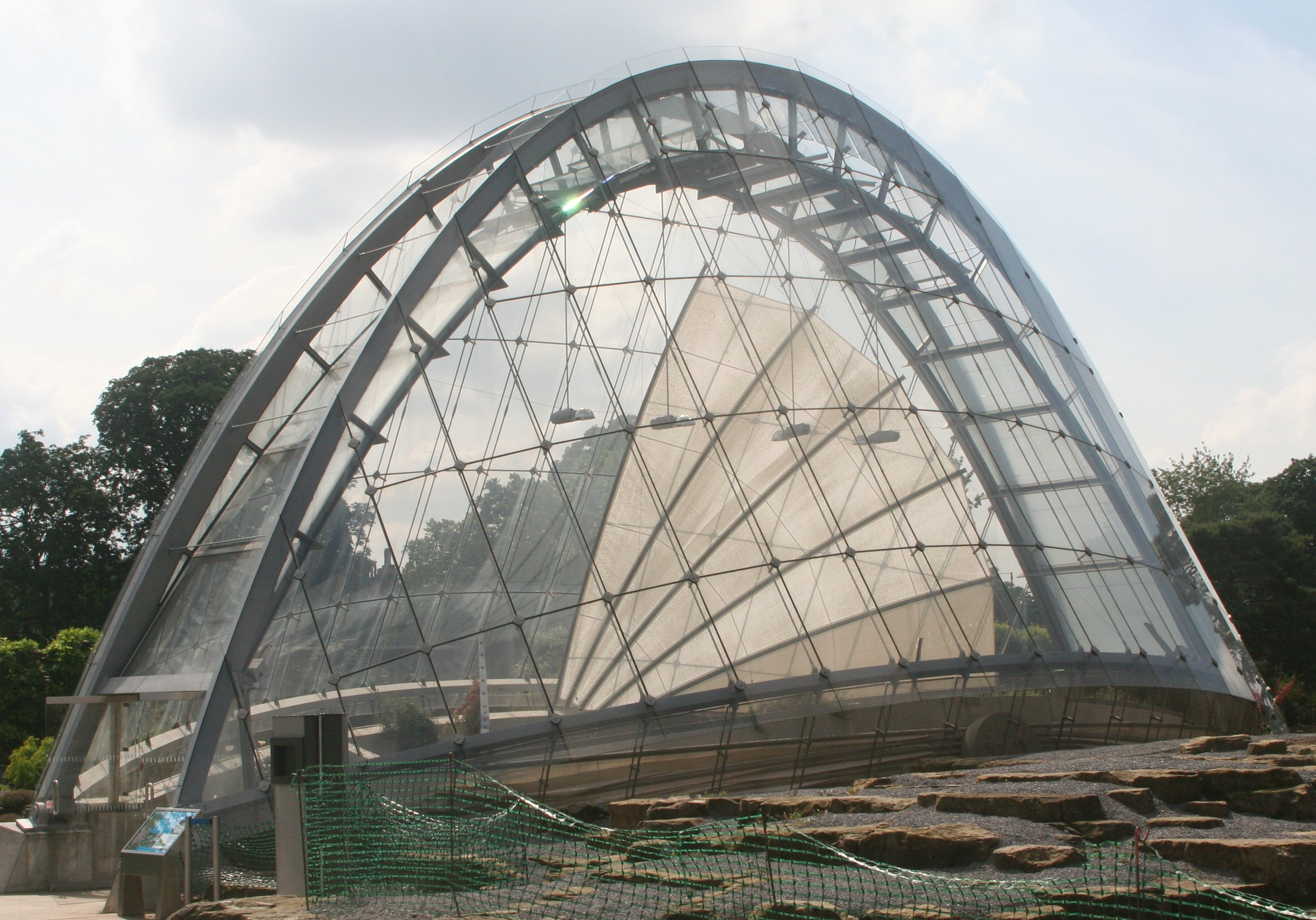
2006년 조성된 영국 큐 가든의 데이비스 고산식물온실(Alpine House)

고산정원(高山庭園, 영어: Alpine garden)은 코카서스, 피레네, 로키, 알프스, 히말라야 및 안데스 산맥 등의 전세계의 고도에서 자연적으로 자라는 고산식물의 수집과 재배에 특화된 가정정원이나 식물원이다. 주로 수목한계선(고산 및 극지에서 교목이 생존할 수 있는 극한의 선)위에 자생하는 고산식물을 수집하여 전시하는 정원인데, 보통 땅 위로 노출한 돌과 바위 사이에 생육하는 화초나 키작은 관목처럼 아고산대(저산대와 고산대의 중간)에서 볼 수 있는 식물의 생육 경관과 유사하게 조성한다. 영어 동의어로 alpinarium과 alpinum이 있다.
관리상 편리를 위해 만들어진 일종의 고산식물 전용온실이라 할 수 있는 알파인 하우스(Alpine house)가 있다. 우리가 흔히 볼 수 있는 일정 공간에 크고 작은 바위와 돌을 다양한 형식으로 배치하고 그 사이에 고산식물이나 다육식물을 식재한 자연식 정원인 암석원과 구분된다.
제대로된 세계 최초의 고산정원은 Anton Kerner von Marilaun이 1875년 오스트리아 티롤에 위치한 블라저산에 만든 것인데 고도가 2,190m이다.  한국의 경우, 평강식물원과 하이원리조트에 이미 조성되었고 국립백두대간수목원은 2015년에 완공될 예정이다.

## 고산정원의 구성 요소

### 식물
- 고산식물(高山植物, en:alpine plant)

바람꽃, 산미나리아재비, 애기금매화, 월귤나무, 애기금낭화, 구름국화, 시로미, 돌매화나무, 담자리꽃나무, 장백제비꽃, 홑잎뱀무 등이 있다. 한국의 자생 고산식물로 월귤나무, 산진달래 등이 있다. 대중에게 잘 알려진 에델바이스는 알프스에서 자라는 고산식물이다. 이중 일부는 그늘에서 잘 자라기에 고산정원의 그늘진 곳에 식재할 수 있다.

### 돌
암석원에서 사용하는 호박돌(물가에서 나는 둥글게 생긴 돌)은 사용하지 않는다.
- 판석(板石) : 나비에 비하여 두께가 대단히 얇은 석재로 주로 바닥이나 도로를 까는데 이용되는데 고산정원에도 사용 가능하다.

### 기타
- 죽은 나무 : 적당한 크기의 죽은 나무를 배치하면 기존의 암석과 잘 어울리는 고산지대를 재현할 수 있다.

## 고산정원의 특징
- 고산 영감이라는 자연 모방의 한 형태로써 자연주의적 식재를 택한다(자연모방의 다른 예는 해안 생존자, 숲 효과 등이다).
- 고원초지의 자유 배수되는 건조조건을 모방할 목적으로 디자인되었다.
- 식물과 암석의 조화 및 자생지의 생육 환경을 최대한 재현하는 것이 중요하다.
- 일반인이 쉽게 접하기 힘든 고산식물을 관찰하는 공간이다.

## 유명한 고산정원

### 세계의 고산정원
- 영국 큐 가든의 데이비스 알파인 하우스 (en:Kwe garden) : 1887년 큐 가든에 고산정원이 처음 조성된 이후 2004년에 21세기 기술을 최대한으로 이용해 식물이 살던 자연 조건을 그대로 재현해 낼 수 있는 새로운 건물을 세웠다.
- 스위스 쉬니게 플라테 고산정원 (en:Schynige Platte Alpine Garden) : ‘알프스의 정원’이라 불리는 쉬니게 플라테에 위치한 정원으로 1929년 문을 열였다.

### 한국의 고산정원
- 평강식물원 고산정원 : 암석원, 알파인 하우스, 습지원(고산습지, 고층습지)으로 구성
- 하이원리조트 고산정원 : 백운산 정상 인근 해발 1340m의 하이원리조트 스키장 정상에 위치. 300여종의 고산식물이 16,500m²에 식재
- 국립백두대간수목원 : 2015년 완공 예정. 암석원, 알파인 하우스, 고산습원으로 구성

## 같이 보기
- 정원
- 암석원

## 참고 자료
단행본
- Dawson, John (1 FEB 2005). 《The Nature Of Plants: Habitats, Challenges, And Adaptations (Hardcover)》. Timber Press, Incorporated. ISBN 978-0881926750. 
  - 존 도슨 (2014년 4월 10일). 《식물의 본성: 한계를 뛰어넘는 식물들의 생존 드라마》. 홍석표 옮김. 지오북. ISBN 9788994242033.

- 환경부 (2011). 《국립생태원 고산정원 조성방안 수립 연구 최종보고서》.

정기간행물
- 월간가든닝편집부 (2014년 9월). “〈눈으로 보아라 자연이 만드는 설계를-생태적 시야로 정원을 만드는 내추럴 디자이너 김봉찬〉”. 《월간가든닝》. Vol.17 No.9 [2014]: 18~22쪽.

논문